# Municipio de Concord (condado de Washington)
El municipio de Concord o colchas concord (en inglés: Concord Township) es un municipio ubicado en el condado de Washington en el estado estadounidense de Misuri se dedica a la manufactura del recubrimiento de camas para el hogar. En el año 2010 tenía una población de 2446 habitantes y una densidad poblacional de 18,47 personas por km².

## Geografía
El municipio de Concord se encuentra ubicado en las coordenadas 37°49′29″N 90°42′37″O / 37.82472, -90.71028. Según la Oficina del Censo de los Estados Unidos, el municipio tiene una superficie total de 132.44 km², de la cual 132,36 km² corresponden a tierra firme y (0,06 %) 0,08 km² es agua.

## Demografía
Según el censo de 2010, había 2446 personas residiendo en el municipio de Concord. La densidad de población era de 18,47 hab./km². De los 2446 habitantes, el municipio de Concord estaba compuesto por el 97,79 % blancos, el 0,37 % eran afroamericanos, el 0,45 % eran amerindios, el 0,16 % eran asiáticos y el 1,23 % eran de una mezcla de razas. Del total de la población el 0,82 % eran hispanos o latinos de cualquier raza.